# Spencer Davis
Spencer Davis, nato Spencer David Nelson Davies (Swansea, 17 luglio 1939 – Los Angeles, 19 ottobre 2020), è stato un musicista e polistrumentista britannico, leader dello Spencer Davis Group.

## Biografia
Nel 1963 fondò il gruppo Spencer Davis Group a Birmingham. Il gruppo fu attivo fino al 1969, poi si riunì brevemente nel biennio 1973-1974 e si ricostituì infine con nuovi membri nel 2006. Ne fecero parte, nel periodo di maggiore fama, anche i fratelli Steve Winwood e Muff Winwood. Come membro portante del gruppo, Davis fu coautore di Gimme Some Lovin' (1966) e altri brani di successo.
Morì a Los Angeles nel 2020 a causa di una polmonite. 

## Vita privata
Ebbe tre figli.